# カッターラ低地
座標: 北緯30度0分 東経27度30分 / 北緯30.000度 東経27.500度

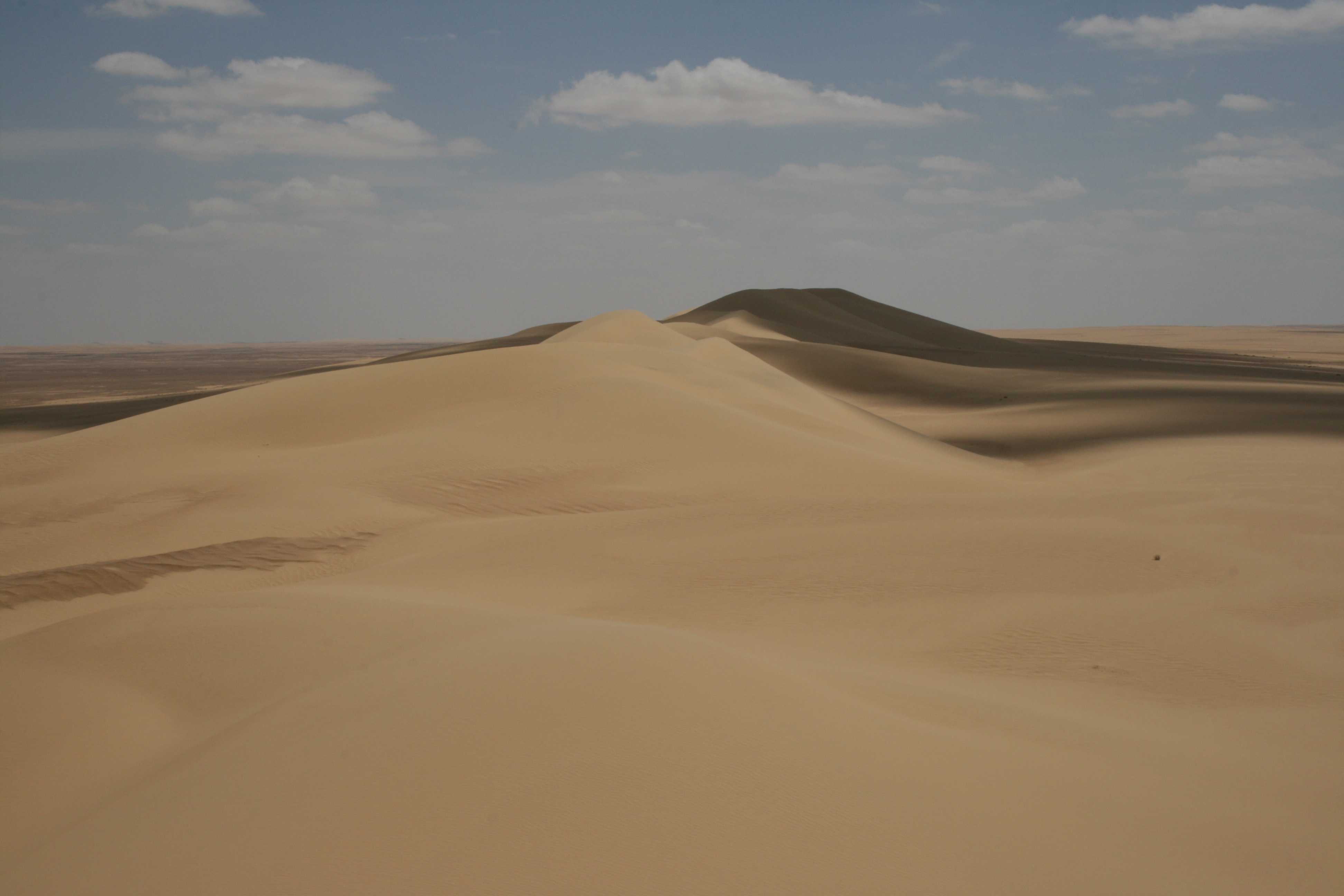
カッターラ低地

カッターラ低地（英: Qattara Depression、アラビア語: منخفض القطارة 'Munkhafad al-Qattarah'）はエジプト北西部マトルーフ県、リビア砂漠にある盆地。低いところでは海面から133 mも低く、アフリカで2番目に低い内陸地である（最も低いのはジブチのアッサル湖）。この低地の面積は18,000 km²、長さは大きいところでは幅120キロメートル×80キロメートルである。最も低いところは塩地 (Salt pan) になっている。カッタラ窪地(-あち)やカッタラ低地(-ていち)、カッタラ凹地(-おうち)とも呼ばれることがある。

## 概要
低地が形成し始めたのは新第三紀後期で、河川や地下水の塩分による風化作用が岩石を破壊し、第四紀になると風力が加わり、侵食低地化が進んだと考えられている。
カッターラ低地の北西から北部にかけては断層崖や塩沼が多い。また、プラーヤ (playa) （雨季には湖となる低地）も多く、洪水がおきることも多い。4 km²のモグーラオアシスがあり、その一部でヨシが自生しているが、人は定住していない。ほぼ年中塩沼となっているのは約300 km²であるが、侵食で減りつつある。全面積の26パーセントにあたる19,500 km²はプラーヤであり、ここは瓦礫や粘土質であり、大雨が降るとたまに水がたまる。
ほとんどが不毛の地であり、わずかに雨が降る地域にアカシアの一種アカシア・ラディアーナ(Acacia raddiana)の森があり、そこでは多くの生物も見られる。
この低地はチーターの生息地として重要であり、主に北部、西部、北西部に分布している。Ein EI Qattara、Ein EI Ghazzalatといったオアシスや、この低地内外のアカシアの森に見られるが、それぞれの場所で分布が孤立している。ガゼル属のドルカスガゼル (Dorcas gazelle) 、リムガゼルも生息しており、チーターの重要な食料になっている。ガゼルは主に湿地が多くやわらかい砂地の南西部に分布している。ガゼルが住む領域は900 km²に及び、そこにはHatiyat Tabaghbagh、Hatiyat Umm Kitabainといったオアシスや、点々とした湖と塩沼、ヤシの森、イネ科のデスモスタキヤ・ビピンナータ (Desmostachya bipinnata) の草原がある。そのほかにケープウサギ (Cape Hare)  、ゴールデンジャッカル、サバクギツネ (Rüppell's Fox) 、フェネック も生息している。かつてはバーバリーシープ も多かったが今では減ってしまった。また、絶滅してしまったが、かつてはシロオリックス、アダックス、キタハーテビーストも生息していた。
ここに定住している人間はいない。遊牧民のベドウィンが立ち寄ることがあり、特に乾季に水を求めてモーグラオアシスを訪れる人は多い。

## 第二次世界大戦
カッターラ低地は軍用車、とりわけ戦車の通行が困難である。第二次世界大戦中、この地形がエル・アラメインの戦いで決定的な意味を持った。特に塩沼の通過が困難であり、断層崖やフェチフェチ (Fech fech) と呼ばれる微細な砂も行く手を阻んだ。断層崖の下に陣取ったイギリス軍に対して、枢軸軍は側面攻撃 (Flanking maneuver) を仕掛けることはできなかった。
1958年のイギリス映画『恐怖の砂』(Ice cold in Alex)で、この地での戦いが描写されている。

## 土地開発

水路案（色線）

1957年、アメリカのCIAは当時のアメリカ大統領アイゼンハワーに対し、カッターラ低地に水を入れて湿地にするよう進言した。CIAはその理由として、(1)美しく平和な地となる、(2)隣接地域の気候も穏やかになる、(3)建設作業がパレスチナのアラブ人に仕事を与え、完成後も彼らの職と住居の源となる、(4)エジプト大統領ナーセルがソビエト連邦の楔から離れるきっかけになるかもしれない、の4つを示した。もっともアイゼンハワーはその提案を、馬鹿げたことだと一蹴している。
1960年代、地中海の水をカッターラ大地に引いて、アスワン・ハイ・ダムに並ぶ水力発電所を作ってエジプト北部の電力源とする計画が持ち上がった。ナーセル大統領の時に計画された。計画は、北方80キロメートルにある地中海からカッターラ低地に向けて、数々の水路やトンネルを設け、海水は発電タービン用の水圧管 (penstock) を通り、水面下90mの位置で放水する。カッターラは高温で乾燥しているため、放水した海水は蒸発して無くなる。蒸発した水はやがて雨の恵みをもたらすだろう、というものだった。後に、人の定住地域から離れているため、平和的核爆発による水路掘削も提案された。ただし、いずれも実現には至っていない。